# Finale Stanleyjevega pokala 1925
Finale Stanleyjevega pokala 1925 je potekal od 21. do 30. marca. Za pokal sta se potegovali moštvi Victoria Cougars, prvak lige WCHL, in Montreal Canadiens, prvak lige NHL. Victoria je zmagala s 3-1 v tekmah in postala zadnje moštvo, ki ni igralo v ligi NHL in je osvojilo pokal. Po finalu leta 1926 je namreč liga WCHL, ki se je do tedaj že preimenovala v WHL, razpadla in prepustila pokal ligi NHL.

## Poti do finala
Pred sezono je razpadla liga Pacific Coast Hockey Association (PCHA) in dve njeni moštvi, Victoria Cougars in Vancouver Maroons, sta se pridružili ligi WCHL. Victoria je redno sezono končala na tretjem mestu, medtem ko je v končnici porazila moštvo Calgary Tigers s skupnim izidom 3-1 in se uvrstila v finale Stanleyjevega pokala. 
Tudi Canadiensi so redno sezono lige NHL končali na tretjem mestu. V končnici so nato premagali drugouvrščeno moštvo Toronto St. Patricks z rezultatom 5-2. Zatem so se pomerili s prvouvrščenim moštvom Hamilton Tigers, ki je bilo suspendirano, ker so njegovi igralci stavkali, ker so želeli večje nadomestilo, potem ko je liga redno sezono podaljšala iz 24 na 30 tekem. Posledično so bili Canadiensi proglašeni za prvake lige NHL v sezoni 1924/25. 

## Serija
Z razpadom lige PCHA se je končnica Stanleyjevega pokala vrnila na serijo na tri zmage (best-of-five), ki bi neposredno odločila o prvaku. Sam finale je sicer še vedno rotiral med vzhodom in zahodom in to leto je prišla na vrsto dvorana Patrick Arena v Victoriji. Cougarsi so povedli v seriji z zmagama z 5-2 in 3-1, a so Canadiensi znižali, potem ko so tretjo tekmo dobili z izidom 4-2. Na četrti tekmi je odločilni zadetek dosegel Gizzy Hart, hokejisti Cougarsov so se veselili zmage s 6-1. 
Vratar Cougarsov Hap Holmes je v finalu vknjižil GAA povprečje 2.00. Pri Victorii je bil vodilni strelec Jack Walker s 4 goli, 3-krat je bil uspešen tudi Frank Fredrickson. Skupaj je 16 zadetkov za moštvo Victoria Cougars doseglo 8 različnih igralcev. 
| Datum                                     | Datum     | Zmagovalec         | Izid | Poraženec          | Lokacija      |
| ----------------------------------------- | --------- | ------------------ | ---- | ------------------ | ------------- |
| 1                                         | 21. marec | Victoria Cougars   | 5–2  | Montreal Canadiens | Patrick Arena |
| 2                                         | 23. marec | Victoria Cougars   | 3–1  | Montreal Canadiens | Patrick Arena |
| 3                                         | 27. marec | Montreal Canadiens | 4–2  | Victoria Cougars   | Patrick Arena |
| 4                                         | 30. marec | Victoria Cougars   | 6–1  | Montreal Canadiens | Patrick Arena |
| Victoria je zmagala serijo s 3-1 v zmagah |           |                    |      |                    |               |

## Victoria Cougars, zmagovalci Stanleyjevega pokala, 1925

### Postava
Centri
- John Jocko Anderson

  Krila
- Frank Fredrickson
- Frank Foyston
- Wally Elmer
- Harold Gizzy Hart
- Harry Meeking
- Jack Walker

  Branilci
- Clem Loughlin (kapetan)
- Gord Fraser
- Harold Halderson

  Vratarji
- Harry Hap Holmes

  Neigralci
- Lester Patrick (lastnik-predsednik/direktor-trener)
- Larry Brunnell (pomočnik)&

& niso vrezani na pokal

### Vrezano v Stanleyjev pokal
- Po zmagi v finalu je bil na pokal med čašo in prvotni prvi obroč dodan nov obroč z besedami "Osvojen/od/'Cougarsov' Victoria, B.C. 1925". Na nov obroč so vključili vse igralce in direktorja, medtem ko je pomočnik Larry Brunnell izostal.